# Атока (окръг, Оклахома)
Окръг Атока (на английски: Atoka County) е окръг в щата Оклахома, Съединени американски щати. Площта му е 2564 km², а населението – 13 879 души (2000). Административен център е град Атока.